# Wilhelm Oncken
Wilhelm Oncken (Heidelberg, 19 dicembre 1838 – Gießen, 11 agosto 1905) è stato uno storico tedesco.

## Biografia
Lo storico prussiano Christian Friedrich Georg Wilhelm Oncken era fratello dell'economista August Oncken e si laureò all'Università di Gießen.
Di sentimenti liberali, riteneva che lo studio della storia - a partire dalla Grecia antica, fino alla Prussia - facesse parte dell'educazione politica e patriottica nazionale. All'Università di Heidelberg fu professore straordinario e poi, dal 1870, fu professore ordinario di Storia all'Università di Gießen. Trattò ampiamente della democrazia ad Atene.
Nel 1873 rappresentò la città di Gießen alla dieta dell'Assia. Fu membro del Reichstag dell'Impero tedesco, dal 1874 al 1876.
Il suo interesse per i metodi e gli ordinamenti, realizzati dalla democrazia nell'antica Grecia, si legava strettamente al processo unitario nazionale tedesco, cui Oncken diede linfa vitale. Egli passò da un umanesimo liberale al principio dello stato nazionale, come metodo e misura di interpretazione storica, all'eroicizzazione dell'imperatore tedesco.
Oncken curò l'edizione di Allgemeine Geschichte in Einzeldarstellungen, opera storica, realizzata da alcuni scrittori tedeschi, divisa in monografie, edite in fascicoli e poi raccolte in 45 volumi, (1876-1893). Fu tradotta in italiano a fine Ottocento, da Leonardo Vallardi.

## Opere
- (DE)   Isokrates und Athen: Beitrag zur Geschichte der Einheits-und Freiheits-Bewegung in Hellas: mit einem Anhange über die Abfassungszeit der Rede vom Frieden und den Ausbruch des athenischen Bundesgenossenkrieges im J. 357, Heidelberg, A. Emmerling, 1862, SBN TSA1211958.
- (DE)   Athen und hellas: Forschungen zur nationalen und politischen Geschichte der alten Griechen, Leipzig, : W. Engelmann, 1865-1866, vol. I-II, SBN PUV0210612.
- (DE)   Die Staatslhere des Aristoteles in historisch-politischen Umbrissen: ein Beitrag zur Geschichte der hellenischen Staatsidee und zur Einfuhrung in die aristotelische Politik, Leipzig, W. Engelmann, 1870-1875, vol. I-II, SBN PUV0616908.